# Imanta
Imanta är en ort i Lettland. Den ligger i den centrala delen av landet, 6 km väster om huvudstaden Riga. Imanta ligger 7 meter över havet och antalet invånare är 49 867.
Terrängen runt Imanta är mycket platt. Runt Imanta är det mycket tätbefolkat, med 2 431 invånare per kvadratkilometer. Närmaste större samhälle är Riga, 5,7 km öster om Imanta. Runt Imanta är det i huvudsak tätbebyggt.